# Walter Rogowski

Walter Rogowski (Wesel, 7 de maio de 1881 - Aquisgrano, 10 de março de 1947), foi um físico alemão. Sua contribuição principal foi construir uma ponte entre a Física teórica  e a tecnologia aplicada, em várias áreas da eletrônica. A bobina de Rogowski foi uma de suas principais contribuições.
Começou seus estudos em Aquisgrano em 1900, com Arnold Sommerfeld, que ocupava a cadeira de Mecânica aplicada. Diplomou-se em 1902 e seguiu para Gdansk, onde permaneceu até 1908, quando mudou-se para [Berlim]], especializando-se em tecnologia aplicada, telecomunicações e elétrica.
Depois da Primeira Guerra, em 1920, retornou para Aquisgrano, tornando-se professor de eletrotécnica teórica e diretor do instituto de Eletro-Tecnologia. Em 1925 consegui criar, com verbas do Ministério da Educação, um instituto separado, depois renomeado com seu nome, e inaugurado em suas novas instalações em 1929, com a missão de diminuir a distância entre a Física e a Eletrotécnica.
Em 1927, o norueguês Rolf Widerøe recebeu seu doutorado com Rogowski, e trabalho no então novo campo dos aceleradores de partículas. Foi pelo trabalho de 1927 que Ernest Lawrence teve a ideia do Ciclotron.